# Gatti (brano musicale)
Gatti è un brano musicale del collettivo musicale statunitense JackBoys e dei rapper statunitensi Pop Smoke e Travis Scott, pubblicato il 27 dicembre 2019 come settima e ultima traccia della compilation dei JackBoys e Travis Scott JackBoys.

## Descrizione
Gatti è un brano drill. È stato prodotto da 808Melo e Axl e scritto dagli artisti insieme e dai produttori.
Molti critici hanno ritenuto che nel testo Travis Scott alludesse alla sua ex fidanzata Kylie Jenner e al motivo per cui si sono lasciati.

## Video musicale
Il video musicale, diretto da Cactus Jack e White Trash Tyler, è stato pubblicato il 30 dicembre 2019 sul canale YouTube di Travis Scott. Nel video i rapper girano per New York in una Bugatti Chiron e vanno a mangiare da McDonald's.

## Formazione
- Travis Scott – voce, testo
- Pop Smoke – voce, testo
- 808Melo – produzione, testo
- AXL Beats – co-produzione, testo
- Peter Klapka – testo
- Mike Dean – mastering, missaggio
- Nate Alford – registrazione

## Classifiche
| Classifica (2020) | Posizione massima |
| ----------------- | ----------------- |
| Canada            | 61                |
| Francia           | 175               |
| Stati Uniti       | 69                |